# Lisa Mazzone
Lisa Mazzone (Ginebra, 25 de enero de 1988) es una política suiza, presidenta del Partido Verde de Suiza desde 2024. 

## Biografía
Lisa Mazzone nació en Ginebra y creció en la cercana Versoix, donde asistió a la escuela. De ascendencia italiana, posee doble nacionalidad.
Mazzone se unió al Partido Verde de Suiza en 2008 y fue concejal municipal en Le Grand-Saconnex desde 2011 hasta junio de 2013. En 2013 también se graduó de la Universidad de Ginebra con una licenciatura en letras en latín y francés. Más tarde ese año, el 6 de octubre de 2013, fue elegida miembro del Gran Consejo de Ginebra (parlamento cantonal) para un mandato de cinco años que finalizó en 2018.
Mazzone fue elegida para el Consejo Nacional de Suiza el 18 de octubre de 2015, convirtiéndose en la miembro más joven del parlamento de Suiza.
En octubre de 2018, Mazzone anunció que en las elecciones nacionales de 2019 no se presentaría a la reelección al Consejo Nacional, sino como candidata al Consejo de los Estados. Resultó electa, pero en las elecciones nacionales de 2023 no obtuvo la reelección.
En abril de 2024 fue elegida como nueva presidenta de Los Verdes, sucediendo a Balthasar Glättli.